# 신시마촌
신시마촌(新島村)은 지바현 가토리군에 설치되었던 촌이다.

## 지리
- 현재의 가토리시, 구 사와라시 북부에 해당한다.
- 마을의 대부분은 스이고(水郷)지대이다.
- 마을은 히타치토네강 남쪽 기슭에 위치해 있다.

## 역사
- 1889년 4월 1일 - 정촌제 시행에 수반해 가토리군 신시마촌이 성립하였다.
- 1935년 9월 26일 - 군마현 내 집중호우로 도네강 수위가 상승해 신시마촌을 포함한 16개 섬이 고립됐다.
- 1955년 2월 11일 - 미즈호촌, 쓰노미야촌, 오쿠라촌과 함께 사와라시에 편입해, 동일 신시마촌은 폐지되었다.
- 2006년 3월 27일 - 오미가와 정, 야마다 정, 구리모토 정과 합병해 가토리시가 신설되었다.

## 인구
| 1891년 | 3,336 |
| 1920년 | 3,642 |
| 1930년 | 3,762 |
| 1940년 | 4,059 |
| 1955년 | 5,044 |